# 龚饮冰
龚饮冰（1896年9月28日—1976年6月26日），化名张若臣。湖南长沙人。中共党员，职业革命家。其子是中国共产党理论家龚育之。

## 生平事迹
1919年参加五四运动。1922年任亚陆通讯社社长。1923年经何叔衡和郭亮介绍加入中国共产党。1926年任《湖南民报》总编辑兼中共湖南省政府秘书。
1927年在武汉、上海，担任中共中央主管会计。1928年夏赴苏联莫斯科参加中共六大，任大会秘书处文书科主任。1929年被派到广西百色传达中央对建立红七军的指示，为举行百色起义做出了贡献。1930年任中共山东省委常委、秘书长兼宣传部长。山东省委遭破坏后，回上海在中央特科任印刷科科长。1931年，以万源湘绣庄连锁店总经理为掩护，建立党的秘密地下交通系统。
抗日战争时期负责上海秘密电台与延安通讯联系任务。1942年搞地下电台的李白被捕后，龚饮冰与王一知夫妻紧急撤离上海。1943年至重庆和香港继续从事情报工作。1943年12月28日，与永久集团的实业家范旭东在重庆出资开设建业银行，股本1,000万元法币，其中重庆和济钱庄与成都振华银号的原股份合计为350万元，650万元新股中永久集团占23%，龚饮冰占17%。
1946年龚饮冰与王一知夫妻回到上海。以建业银行总经理的身份，开展金融界的统战工作和获取经济情报。1948年4月，龚饮冰赴港。1949年5月以中国人民解放军上海市军事管制委员会派中国银行首席军代表身份接收。1949年6月5日任中国银行总经理。
1950年先后任政务院轻工业部副部长兼党组书记、中央统战部副部长等。因在东北的长春市地下工作期间使用过居士身份，故被毛泽东戏称为“和尚部长”。为中共八大代表、第一届全国人大代表、第二届全國人大常委會委员、和第二届全国政协常务委员等。
1976年6月26日，在北京逝世。

## 家人
夫人王一知，本名杨代诚，曾用名王毅之，湖南芷江人，1922年入党。